# ザッツ宴会テイメント
『ザッツ宴会テイメント』（ザッツえんかいテイメント）とは日本テレビ系列で特別番組として放送されていた音楽バラエティ番組である。かつて同局でレギュラー放送されていた『夜も一生けんめい。』の期末期首特番である『芸能人ザッツ宴会テイメント』の復活版といえる。『夜も一生けんめい。』の終了から13年を経た2008年4月6日に第1回として復活した。

## 概要
日本の各時代の大ヒット曲をもつ大物歌手達や、旬な芸人が競演し、他では見られないコラボステージを実現するなど、サプライズやハプニングが続出する音楽エンターテイメントショーである。『夜も一生けんめい。』や後継番組の『THE夜もヒッパレ』でも名物であった歌の奪い合いやオシャレなテイストが色濃く残っている。また、収録スタジオも以前同様麹町分室のGスタジオを使用している。

## 放送日
| 回数  | 放送日時                 | 視聴率 |
| ----- | ------------------------ | ------ |
| 第1回 | 2008年4月6日22:00-23:26  | 11.5%  |
| 第2回 | 2008年10月5日21:00-22:54 | 11.5%  |

## 出演者

### 第1回
- TOKIO、堺正章
- 芋洗坂係長、小野ヤスシ、高橋ジョージ、平尾昌晃、尾藤イサオ、マーティ・フリードマン、ミッキー・カーチス、モト冬樹、山下敬二郎、ROLLY
- 杏子、中川翔子、柳原可奈子
- 羽鳥慎一、go!go!ガールズ（鈴江奈々、葉山エレーヌ、夏目三久）（いずれも当時日本テレビアナウンサー）※鈴江を除く

### 第2回
- TOKIO、堺正章
- 鮎川誠、井上順、井上尭之、大友康平、鼠先輩、マーティ・フリードマン、ムッシュかまやつ、モト冬樹、ROLLY
- 相川七瀬、EVE、スザンヌ、友近、はるな愛、森三中、渡辺直美
- 羽鳥慎一、go!go!ガールズ（鈴江奈々、葉山エレーヌ、夏目三久）（いずれも当時日本テレビアナウンサー）※鈴江を除く

## スタッフ
- 構成：町山広美
- TM：古井戸博
- SW：望月達史
- カメラ：木村博靖
- 照明：阿部権治
- 音声：今村公威
- VE：鈴木昭博
- 美術プロデューサー：大川明子
- デザイン：道勧英樹
- 音効：村田好次
- TK：石橋葉子
- 編集：よしだ裕二（ザ・チューブ）
- MA：佐々木美郷（ザ・チューブ）
- 音楽：小田敏文、沖広隆
- 振り付け：臼井比呂子
- 編成企画：寺内壮
- 編成：中川学
- 広報：浜崎英人
- 営業：阿部寿徳
- デスク：小原麻実
- ディレクター：千葉昭、徳竹陽介、五十嵐邦延、高村建一郎
- 総合演出：菅原正豊
- プロデューサー：環真吾（第2回）／　森下典子
- チーフプロデューサー：中村英明（第2回）
- 協力：ジャニーズ事務所（表記なし）
- 制作協力：ハウフルス
- 製作著作：日本テレビ